# Dariga Nazarbaeva
Dariga Nazarbaeva (în kazahă Дариға Нұрсұлтанқызы Назарбаева; rusă Дарига Нурсултановна Назарбаева; n. 7 mai 1963, Temırtau⁠(d), RSS Kazahă, URSS) este o politiciană kazahă și fiica lui Nursultan Nazarbaev, președintele Kazahstanului. Ea a fost prim-ministru adjunct din 2015 până în 2016.

## Viață și carieră
Nazarbaeva s-a născut la Temirtau în 1963. La un moment dat a lucrat ca șefă a agenției de știri oficilă de stat, Khabar. Ea a format partidul politic kazah Asar („Toți împreună)”. Asar s-a unit cu partidul pro-Nazarbaev Otan („Patria”) în iulie 2006.
Mulți analiști cred că președintele Nazarbaev își pregătește fiica să îi succeadă după pensionarea sau moartea sa. Relația cu tatăl ei s-a deteriorat recent, datorită criticilor la adresa administrației sale pe care le-a exprimat.
Nazarbaeva a avut un lung mariaj cu un afacerist și politician kazah Rakhat Aliyev până au divorțat în iunie 2007. Aliyev spune că divorțul a fost executat fără consimțământul său și a fost forțat de Președintele Nazarbaev. Nazarbaeva are doi fii cu Aliyev, Nurali și Aisoultan, și o fiică Venera. Ea este, de asemenea, bunică. Soția lui Nurali a născut-o pe Laura Aliyev în 2003.
Nazarbaeva a fost membru al juriului în sezonul doi al reality show-ului SuperStar KZ. Ea este o pasionată cântăreață de operă amatoare. În ciuda lipsei de antrenament vocal, ea a cântat arii de operă la concerte și evenimente.
Pe 13 mai 2013, a ținut un concert, co-organizat de Contele Pierre Sheremetev, la Théâtre des Champs-Élysées, în Paris, cu Orchestra Lamoureux și Timur Urmancheev, în prezența ambasadorului Alexander Orlov și scriitorului Jean-Pierre Thiollet.
Pe 3 aprilie 2014 Nazarbaeva a fost aleasă ca vicepreședinte al Majilis-ului (camera inferioară a Parlamentului din Kazahstan). Pe 11 septembrie 2015 a fost numită prim-ministru adjunct. Un an mai târziu, pe 13 septembrie 2016, a fost numită senatoare; ea a fost desemnată șefă al Senatului Afacerilor Externe, Apărării și Comitetului de Securitate pe 16 septembrie.